# Missile M20
Pour les articles homonymes, voir M20.
Le missile M20 est un missile mer-sol balistique stratégique (MSBS) français à portée intermédiaire qui armait les sous-marin de la   Classe Le Redoutable. D'une portée de 3000 kilomètres il emportait une unique tête nucléaire thermonucléaire d'une puissance de 1 mégatonne. Il est resté en service de 1977 à 1991. Il est progressivement remplacé à compter de 1985 par le missile M4 caractérisé par une portée supérieure (5000 km) et l'emport de 6 têtes nucléaires.

## Développement
Pour un article plus général, voir Histoire du missile balistique.

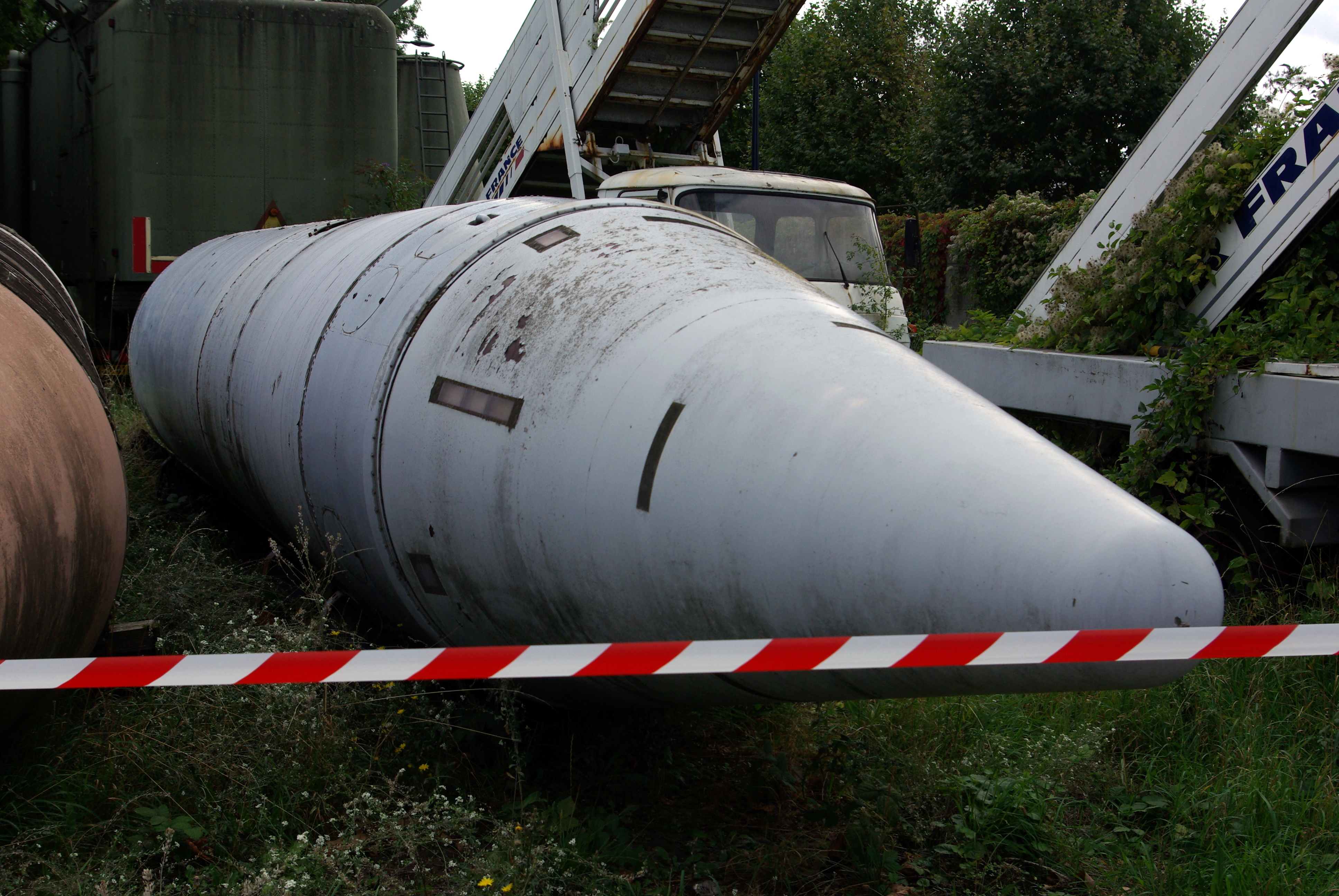
Missile M20 stocké dans les réserves du musée de l'Air et de l'Espace.

Le M20 est le troisième missile mer-sol-balistique-stratégique français. Le M1 entre en service en 1971 et fut remplacé par le M2 en 1974. Le M20 entre en service en 1977. Les SNLE peuvent emporter seize missiles chacun. Le dernier sous-marin à utiliser le M20 est Le Redoutable, il est retiré du service en 1991. Cent exemplaires ont été produits[réf. nécessaire].

## Caractéristiques techniques

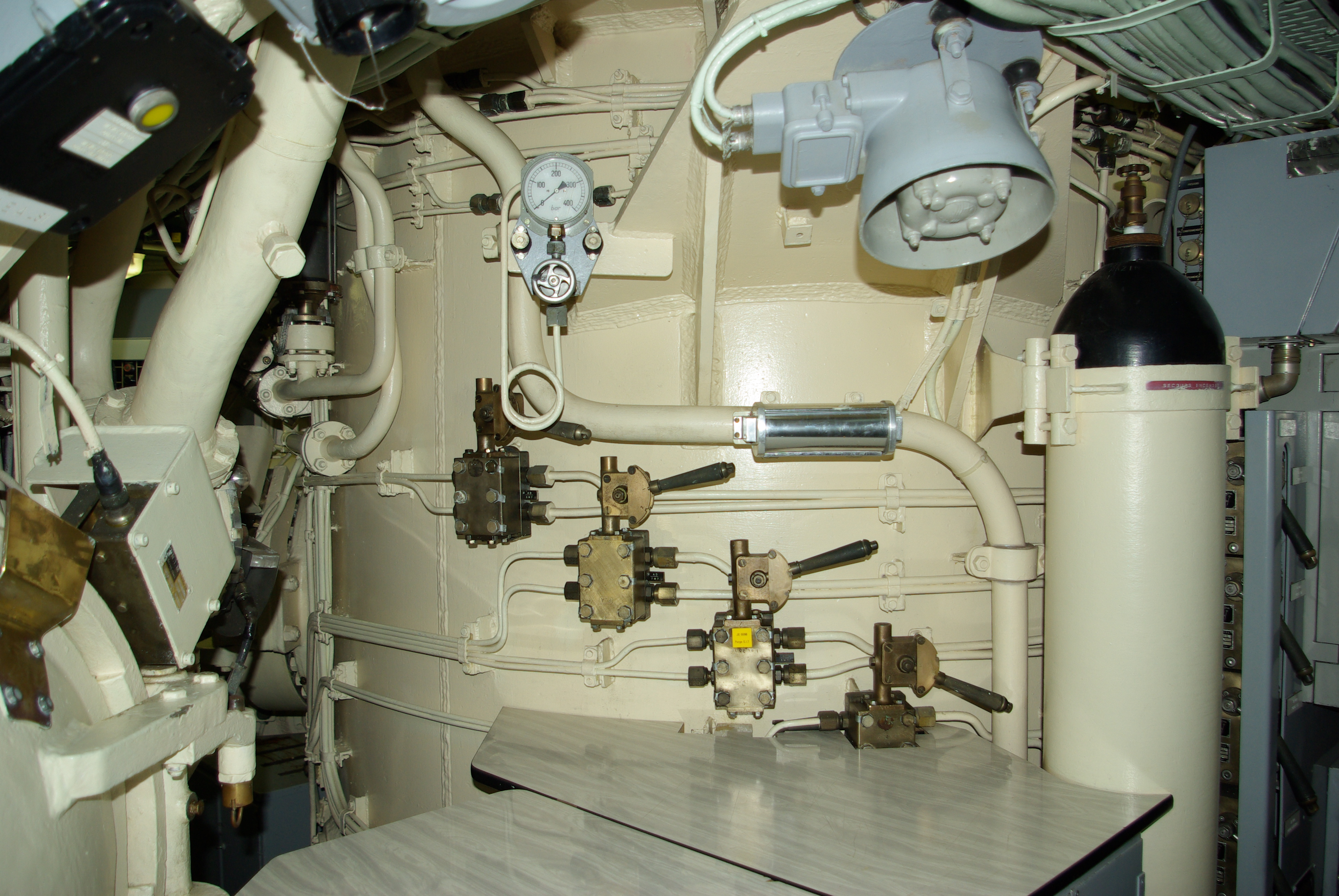
Un des seize silos pour missile M20 du sous-marin Le Redoutable.

Le M20 est un missile balistique à portée intermédiaire à deux étages à carburant solide. Il mesure 10,67 m de long et a un diamètre de 1,5 m. Sa masse au lancement est d'environ 20 tonnes, sa portée est de 3 000 km et sa précision est de l'ordre de 1 000 m.
Le premier étage est contrôlé par poussée vectorielle grâce à quatre tuyères, le second par une seule. Le carburant est constitué de polybutadiène hydroxytéléchélique. Celui du premier étage pèse 9,86 tonnes et brûle pendant 58 secondes et celui du second pèse 5 900 kg et brûle pendant 90 secondes. Le système de guidage est inertiel.
Il semble que la charge utile contienne des aides à la pénétration et que le véhicule de rentrée dans l'atmosphère soit renforcé contre les effets des explosions nucléaires pour déjouer la défense antimissile. La charge militaire est une tête nucléaire TN 60 d'une puissance de 1,2 mégatonne.

## Déploiement
Le missile M20 remplace le missile M2 sur les deux premiers SNLE et est installé à bord des trois SNLE dès leur mise en service. Il est progressivement remplacé à compter de 1985 par le missile M4 caractérisé par une portée supérieure (5000 km) et l'emport de 6 têtes nucléaires. Le tableau ci-dessous récapitule les différentes versions des missiles installés sur les sous-marins de la classe Le Redoutable.
| Caractéristique         | Missile M1                      | Missile M2                 | Missile M20                                                      | Missile M4                                                      |
| ----------------------- | ------------------------------- | -------------------------- | ---------------------------------------------------------------- | --------------------------------------------------------------- |
| Date de mise en service | janvier 1972                    | avril 1974                 | janvier 1977                                                     | mai 1985                                                        |
| Hauteur                 | 10,4 m.                         | 10,67 m.                   | 10,67 m.                                                         | 11 m.                                                           |
| Diamètre                | 1,50 m.                         | 1,50 m.                    | 1,50 m.                                                          | 1,93 m.                                                         |
| Nbre étages             | 2 étages                        | 2 étages                   | 2 étages                                                         | 3 étages                                                        |
| Masse                   | 18 t.                           | 19,5 t.                    | 19,5 t.                                                          | 36 t.                                                           |
| Portée                  | 2 450 km                        | < 3 000 km                 | > 3 000 km                                                       | 5 000 km                                                        |
| Charge militaire        | 1 tête nucléaire MR41 de 500 kt | 1 tête nucléaire de 500 kt | 1 tête nucléaire MR60/MR61 de 1 Mt                               | 6 têtes nucléaires MR70 de 150 kt                               |
| Autre caractéristique   | Deuxième étage RITA 1           | Deuxième étage RITA 2      | Deuxième étage RITA 2                                            | Lanceur refondu                                                 |
| Sous-marin équipé       | Le Redoutable Le Terrible       | Le Redoutable Le Terrible  | Le Redoutable Le Terrible Le Foudroyant L'Indomptable Le Tonnant | Le Terrible L'Indomptable Le Foudroyant Le Tonnant L'Inflexible |